# Districtul North Down
North Down este un district al Irlandei de Nord. Principalul oraș este Bangor cu o populație de 76.851 locuitori.